# Marc Pantillon
Marc Pantillon (* 1957 in Texas, Vereinigte Staaten) ist ein Schweizer Pianist.

## Leben
Pantillon entstammt einer Musikerfamilie. Er wuchs in Neuchâtel auf und wurde bis zur Erlangung des Lehrerdiploms als Organist und Pianist im Alter von zwanzig Jahren ausschließlich von seinen Eltern unterrichtet. An der Musikhochschule Wien studierte er bei Hans Petermandl und erhielt 1983 das Konzertdiplom mit Auszeichnung. Als Teilnehmer der Bösendorfer Competition entdeckte ihn Paul Badura-Skoda, der sein Lehrer wurde und mit dem er bei Aufführungen von Werken für Klavier zu vier Händen auftrat.
1987 begann Pantillon seine Laufbahn als Konzertpianist.  Unter anderem trat er mit dem Orchestre de Chambre de Lausanne, dem Zürcher Kammerorchester, dem Orchestra della Svizzera italiana, dem Berner Symphonieorchester unter Leitung von Peter Maag und dem Orchestre de chambre de Neuchâtel unter Jean-Claude Casadesus auf. 2003 gab er Konzerte mit allen fünf Klavierkonzerten Ludwig van Beethovens in Frankreich und der französischsprachigen Schweiz.
Nach seinem Debütalbum Do Mineur (1990) spielte Pantillon auf der CD Musique romantique pour piano 1998 Klavierwerke von Stephen Heller ein. 2005 erschien ein Album mit Klavierwerken von Johannes Brahms. Dazu entstanden zahlreiche Einspielungen in kammermusikalischer Besetzung. Unter anderem nahm er mit Sébastien Singer die Cellosonaten Beethovens auf, mit dem Geiger Stefan Muhmenthaler und der Bratschistin Anna Barbara Dütschler Trios von Ignaz Lachner, mit Ettore Causa die Bratschensonaten von Brahms, mit Anne-Laure Pantillon auf dem Album Une flûte soupire Kompositionen für Flöte und Klavier von Mel Bonis und mit Roland Perrenoud das Album Musik der Romantik für Oboe auf.
Als Lehrer leitet Pantillon eine Diplom- und Meisterklasse am Konservatorium Neuchâtel und eine Klasse für Klavierbegleitung am Conservatoire de Lausanne.